# اوسیو (ویسکانسین)
اوسیو، ویسکانسین  (به انگلیسی: Osseo) شهری در شهرستان ترمپیلو ایالت ویسکانسین است که در سال ۱۹۴۱ بنیان‌گذاری شده‌است. این شهر طبق سرشماری سال ۲۰۱۰ میلادی ۱٬۷۰۱ نفر جمعیت داشته‌است.